# 巴西火山列表
本列表列出巴西的活火山與死火山。

## 火山
| 名稱                   | 海拔 | 海拔 | 位置                                      | 最近爆發 |
| 名稱                   | 公尺 | 英尺 | 經緯度                                    | 最近爆發 |
| 特林達迪和馬丁瓦斯群島 | 600  | 1968 | 20°30′50″S 29°19′52″W / 20.514°S 29.331°W | 全新世   |